# حرب الوديعة
حرب الوديعة هي حرب حدودية نشبت بين المملكة العربية السعودية وجمهورية اليمن الديمقراطية الشعبية (اليمن الجنوبي) ، اندلعت الاشتبكات في 27 نوفمبر 1969 في «مركز الوديعة الحدودي» في الربع الخالي بعد قيام اليمن بمهاجمة مركز الوديعة، انتهت الحرب الحدودية بانتصار القوات السعودية وإعادة سيطرتها على مركز الوديعة في 6 ديسمبر 1969.

## الأسباب
في 27 نوفمبر 1969 هاجمت وحدات من الجيش النظامي اليمني مركز الوديعة السعودي على الحدود مع اليمن الجنوبي، حيث اجتاز اللواء الثلاثون مشاة وبعض المليشيات القبلية تسانده الطائرات والمدفعية حدود المملكة، ودخلَ قرن الوديعة بينما اتجه جزء من هذه القوات إلى مدينة شرورة إلا أنه تم إيقافها. تم ابلاغ القيادة السياسية والعسكرية في المملكة العربية السعودية بأن قوات يمنية جنوبية قد دخلت مركز الوديعة فأصدر الملك فيصل بن عبد العزيز أمره بطرد المعتدين، وعلى أثره أصدر وزير الدفاع والطيران الأمير سلطان بن عبد العزيز أمره إلى قوات سعودية برية وجوية باستعادة مركز الوديعة وطرد المعتدين خارج الحدود الدولية للمملكة العربية السعودية، وكلفت المنطقة الجنوبية بهذه المهمة وتمت السيطرة على الوديعة بعد حرب استمرت قرابة عشر أيام بين السابع والعشرين والسادس من ديسمبر 1967

## مراحل معركة الوديعة

### المرحلة الأولى (القصف الجوي)
بدأت العملية العسكرية السعودية بنيران تحضيرية، حيث بدأ القصف الجــوي من قبــل سلاح الجو الملكي السعودي الساعة الواحدة ظهراً يوم 19 رمضان 1389هـ/ 1969م، وتركز القصف على القوات اليمنية الجنوبية خاصة في قرن الوديعة، واستمر القصف الجوي السعودي حتى المساء وفي صباح اليوم التالي ركّز القصف الجوي على قيادات القوات اليمنية الجنوبية، ومناطق إسنادها الإدارية، وخطوط مواصلاتها وقواعدها الخلفية.

### المرحلة الثانية (الهجوم البري)
بدأ الهجوم البري في الساعة (09:45 رمضان 1389هـ/ 1969م) على محورين كالتالي:
- (أ) كتيبة من الحرس الوطني مع فصيل البندقية م/د (106) وبعض فصائل أخرى تسلك المحور الغربي لتطهير واستعادة قرن الوديعة وطرد القوات المهاجمة.
- (ب) س2 ك1 ل8 + س1 ك1 ل10 + فصيل بندقية م/د 106 + مجموعة من خويا الإمارة والمجاهدين السعوديين وحرس الحدود السعودي والقوات البرية السعودية تسلك المحور الشرقي عبر وادي أم السلم وغربه لمواجهة القوات اليمنية الجنوبية.

خلال الهجوم حاولت القوات اليمنية الجنوبية المتمركزة في أم السلم القيام بهجوم مضاد ضد الجيش السعودي عندما انقسمت إلى قسمين قسم أصبح يشاغل القوات السعودية المهاجمة، وقسم قام بالالتفاف من الناحية الشرقية إلا أن المحاولة فشلت. وفي اليوم التالي بدأ الاشتباك عند الفجر واستمر طيلة النهار عندها قتلت القوات السعودية قائد لواء في القوات اليمنية الجنوبية، وتقدمت القوات السعودية وإستطاعت هزيمة القوات الجنوبية اليمنية وبدأت القوات الجنوبية اليمنية في الهروب والانسحاب والتراجع من مواقعهم، وحدث استغلال نجاح ومطاردة حتى تم طردهم نهائياً خارج حدود المملكة العربية السعودية يوم 24 رمضان 1389هـ/ 1969م، وفي 25 رمضان 1389هـ/ 1969م صدر الأمر من الملك فيصل بإيقاف القتال وتوقف الجيش السعودي عند الحدود بين البلدين.

### المرحلة الثالثة (التعزيز)
استعادت القوات السعودية مركز الوديعة وقامت بالتمركز في مواقع دفاعية وبلغت خسائر القـوات السعودية إستشهاد (39) فرداً وأسر (26) وتدمير بعض المعدات وإسقاط طائرة مقاتلة، أما خسائر القوات اليمنية الجنوبية فكانت كبيرة جدا حيث تم أسر عدد كبير منهم ودمرت معظم أسلحتهم ومعداتهم وتم الاستيلاء على الباقي منها. أخذت تتوالى وصول القوات السعودية إلى شرورة حيث وصلت بقية الكتيبة الأولى من ل10، وسرية مدرعات وسرية هاون ووحدات أخرى.

## ما بعد المعركة
في أعقاب الصراع، بدأت الحكومة السعودية برنامجًا واسع النطاق لبناء مواقع عسكرية في المنطقة، بينما نشرت أيضًا المزيد من القوات العسكرية في شرورة ، بالقرب من الوديعة.  استمرت التوترات، خاصة بعد اتفاق طرابلس عام 1972، الذي وافق بموجبه شمال وجنوب اليمن على التوحد، بسبب العداء السعودي لأي اندماج. في مارس 1973، زعمت المملكة العربية السعودية أن طائرتين من طراز ميج تابعة للحزب هاجمت الوديعة، على الرغم من أن الحزب نفى أي حادث من هذا القبيل، وادعى أن المملكة العربية السعودية كانت تبحث عن ذريعة للتدخل العسكري في جنوب اليمن.  كان هناك تحسن قصير في العلاقات بين البلدين في نوفمبر 1977، على الرغم من أن ذلك سرعان ما انقضى واستدعاء السفراء من قبل البلدين.  كانت هناك تقارير أخرى عن اشتباكات في يناير 1978، بما في ذلك إسقاط 4 طائرات Lightnings تابعة للقوات الجوية الملكية السعودية بواسطة طائرة ميج PRSY، على الرغم من نفي ذلك. ووقعت اشتباكات طفيفة في فبراير 1987.
تمت تسوية مسألة الملكية أخيرًا بموجب معاهدة جدة لعام 2000، التي أكدت الملكية السعودية للمدينة.

## طالع أيضًا
- قائمة صراعات اليمن
- قائمة حروب السعودية